# Karolínský katastr

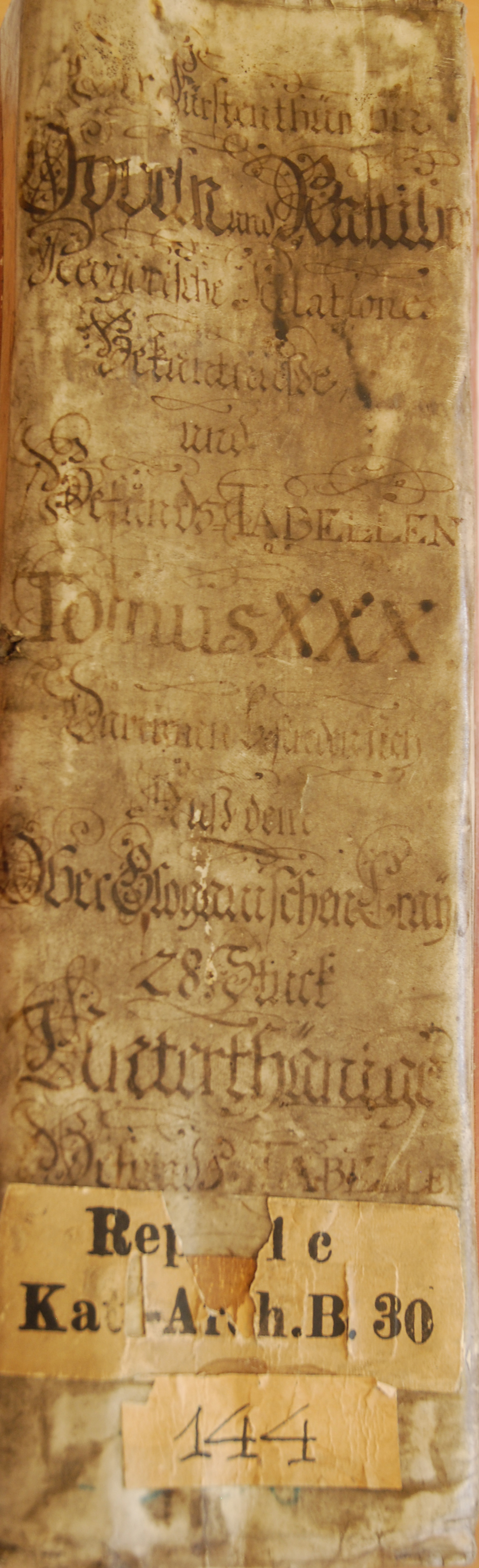
Hřbet 30. svazku karolinského katastru (SA Vratislav)

Karolínský katastr též Karolínský katastr slezský je berním soupisem půdy ve slezských knížectvích, který vznikl na základě rozhodnutí císaře Karla VI. Jeho realizace započala roku 1721. Představuje nejstarší katastr ve Slezsku, neboť tam nevznikly soupisy odpovídající berní rule v Čechách či lánovým rejstříkům na Moravě, a zdanění se od roku 1527 provádělo dle tzv. indikcí (prohlášení vlastníků o hodnotě jejich majetků a důchodů). 
Císařským reskriptem ze dne 4. listopadu 1721 bylo nařízeno vypracování prvního berního katastru ve Slezsku. Vypracování zajišťovala Hlavní komise pro rektifikaci daní (Rektifikations-Hauptkommission) se sídlem ve Vratislavi, jejímž předsedou se stal Jan Antonín hrabě Schafgotsch. Bylo vytvořeno 20 hlavních berních oblastí (Haupt Corpora). Elaboráty je možno rozdělit natři skupiny: vrchnostenské (dominikální), poddanské (rustikální) a městské. Při vypracovávání katastrálních elaborátů bylo užíváno vratislavských měr. Práce na první daňové rektifikaci probíhaly do roku 1726. císařským reskriptem z 18. června 1733 byla nařízena revize katastru zvaná II. daňová rektifikace. Vypracování druhé daňové rektifikace trvalo od roku 1733 do roku 1754; pro slezské území odstoupené Prusku už nebyla dokončena (tam byly pruskou vládou nařízeny nové rektifikace v letech 1743 a 1748). V letech 1745–1747 byla provedena tzv. superrevize, týkající se převážně městských pozemků. Roku 1790 byla provedena rektifikace drobných duchovních
statků.
Karolínský katastr ve znění pozdějších rektifikací platil v Českém (Rakouském) Slezsku až do pořízení stabilního katastru ve 40. letech 19. století.  
Neúplné elaboráty karolinského katastru se nacházejí ve Státním archivu ve Vratislavi (pod č. 82/164/0; 195 svazků) a v Zemském archivu v Opavě (pod č. NAD 1191, 155 svazků).
Vytváření karolínského katastru je významné i pro sfragistická bádání, neboť v souvislosti s jeho vytvářením si řada slezských vesnic pořídila své první pečetě (a to podstatně dříve než na Moravě a v Čechách).